# Campeonato Ecuatoriano de Fútbol 1997
El Campeonato Ecuatoriano de Fútbol 1997, conocido oficialmente como «Campeonato Nacional de Fútbol 1997», fue la 39.ª edición de la Serie A del Campeonato nacional de fútbol profesional en Ecuador. La competencia se celebró del 8 de marzo de 1997 al 25 de enero de 1998 sin interrupciones. El torneo fue organizado por la Federación Ecuatoriana de Fútbol y contó con la participación de doce equipos de fútbol.
El torneo contó con un sistema de tres etapas. La primera etapa denominado Torneo Apertura se conformaron dos hexagonales, en donde los ganadores de cada grupo ganaron un punto de bonificación y obtenieron el derecho a pelear por un cupo a la liguilla final. En la segunda etapa denominado Torneo Finalización se desarrolló en un sistema de todos contra todos, en donde los dos primeros clasificados ganaron dos y un punto de bonificación y obtenieron el derecho a pelear por dos cupos a la liguilla final. La tercera etapa denominado Etapa final se conformaron dos Liguillas, se jugaron las dos fases como son el hexagonal final y el cuadrangular del No Descenso, el primero de la liguilla fue el hexagonal final para disputar por el título, en donde los dos primeros clasificados ganaron el derecho a pelear por un cupo a la Copa Libertadores de 1998 más el equipo ocupado en tercer puesto accedieron a la disputa por un cupo a la Copa Conmebol de 1998 y el segundo de la misma liguilla fue el cuadrangular del No Descenso, en donde los dos últimos puestos descendieron a la Serie B de 1998.
En esta edición del campeonato, A pesar de que la fecha final corresponde a 1998, el Barcelona S. C. se coronó campeón por décima tercera vez en su historia, tras superar a S. D. Quito en una histórica fecha final al obtener 3 goles de diferencia que culminó con un marcador final de 3-0 a favor del conjunto guayaquileño en Guayaquil gracias al empate de S. D. Aucas sobre el C. S. Emelec que culminó con un marcador final de 2-2 en Quito y la victoria de Liga Deportiva Universitaria sobre el C. D. El Nacional que culminó con un marcador final de 2-1 a favor del conjunto quiteño clasificando a la Copa Conmebol de 1998 también en Quito luego de levantar el juego en la penúltima fecha del hexagonal final frente al C. D. El Nacional en una histórica remontada al levantar el juego para el hexagonal final de donde a punto de salir el nuevo campeón nacional que culminó con un marcador final de 3-2 a favor del conjunto guayaquileño en Quito para Barcelona S. C. ganando su decimotercer título de primera división; convirtiéndose así en el máximo ganador de la categoría durante apenas 9 años hasta ser alcanzado por El Nacional en el año 2006. Este también sería el último título del club hasta su consagración en el año 2012. Mientras tanto, Calvi y Deportivo Quevedo perdieron la categoría y descendieron a la Serie B para ambos clubes que descendieron de categoría por primera vez en 11 años de historia tras 1 año y 1 temporada para el club camaronero y por segunda vez tras 1 año y 1 temporada para el club rojiazul respectivamente en la máxima categoría, ocupando la plaza de los ascendidos el sorprendente Panamá (en honor al país centroamericano, americano, latinoamericano e istmeño cuna del recién exilio y asilo del expresidente del Ecuador durante el período comprendido del 10 de agosto de 1996 al 6 de febrero de 1997, Abdalá Bucaram) para el quinto equipo más antiguo del país y el regreso del Delfín, también en esta edición del campeonato fue la sorpresa de esta temporada contó con la participación de un debutante en la categoría, el Calvi; en cambio, regresó a la misma el Deportivo Quevedo tras 9 años de ausencia, acompañado por el sorprendente Calvi, cuya esta temporada contó con la participación de un debutante en la máxima categoría ambos ingresaron a la división mayor, ocupando la plaza de los descendidos los equipos manabitas entre el Green Cross y la Liga de Portoviejo y la incorporación de la ciudad de Quito la capital de la República solo contó con 5 clubes pertenecientes a Quito que eran Liga Deportiva Universitaria, Aucas, El Nacional, Deportivo Quito y Espoli y quedó 5 equipos de la capital en la Serie A al igual que 1976, Primera Etapa de 1977, 1979, Segunda Etapa de 1980, 1981, Segunda Etapa de 1982, 1985, 1986, Segunda Etapa de 1990, Primera Etapa de 1992, 1994, 1995 y 1996 y la provincia de Pichincha solo contó con 5 clubes pertenecientes a la provincia de Pichincha que eran Liga Deportiva Universitaria, Aucas, El Nacional, Deportivo Quito y Espoli quedó 5 equipos de dicha provincia en la misma al igual que 1976, Primera Etapa de 1977, 1979, Segunda Etapa de 1980, 1981, Segunda Etapa de 1982, 1985, 1986, Segunda Etapa de 1990, Primera Etapa de 1992, 1994, 1995 y 1996, Por su parte, la ciudad de Guayaquil solo contó con 3 clubes pertenecientes a Guayaquil que eran Barcelona, Emelec y Calvi y quedó 3 equipos de dicha ciudad en la Serie A al igual que 1968, Primera Etapa de 1975, Primera Etapa de 1976, Segunda Etapa de 1978, 1980, 1987, 1988, 1989, 1990, 1991, 1992, 1993, 1994 y 1995 (incluso el Calvi abandonó Guayaquil y trasladó a jugar fuera de Guayaquil en Milagro, Babahoyo y Machala) y la provincia del Guayas solo contó con 3 clubes pertenecientes a la provincia del Guayas que eran Barcelona, Emelec y Calvi y quedó 3 equipos de dicha provincia en la misma al igual que 1968, Primera Etapa de 1975, Primera Etapa de 1976, Segunda Etapa de 1978, 1980, 1987, 1988, 1989, 1990, 1991, 1992, 1993, 1994 y 1995 (incluso el Calvi abandonó Guayaquil y trasladó a jugar fuera de Guayaquil en Milagro, Babahoyo y Machala). A ellos se ha sumado la ciudad de Cuenca la capital azuaya solo contó con 1 solo club perteneciente a Cuenca que era Deportivo Cuenca y quedó 1 solo equipo de la capital azuaya en la Serie A al igual que 1971, 1973, 1974, 1975, 1976, Primera Etapa de 1977, 1978, 1979, 1980, 1981, 1985, 1986, 1987, 1988, 1989, 1990, 1991, 1992, 1993, 1994 y 1996 y la provincia del Azuay solo contó con 1 solo club perteneciente a la provincia del Azuay que era Deportivo Cuenca y quedó 1 solo equipo de dicha provincia en la misma al igual que 1971, 1973, 1974, 1975, 1976, Primera Etapa de 1977, 1978, 1979, 1980, 1981, 1985, 1986, 1987, 1988, 1989, 1990, 1991, 1992, 1993, 1994 y 1996.
Esta edición tendrá la particularidad de que no contó con los equipos de la provincia de Manabí en la Serie A por sexta vez en su historia desde 1981. Por otro lado el Deportivo Quevedo regresó 9 años después a la división mayor (deambulando por la Serie B y la Segunda Categoría) y el sorprendente Calvi contó con la participación de un debutante en la división mayor tras sus respectivos ascensos.

## Antecedentes
El Nacional clasificó campeón nacional de fútbol por undécima vez en 1996 y clasificó a la Copa Libertadores 1997 disputando el último partido del equipo militar en la temporada de 1996 contra Emelec el resultado fue la victoria del equipo militar sobre el equipo millonario por 4 a 1 en el marcador global luego de ganar 2 a 1 disputado el 15 de diciembre de 1996 en el Estadio Modelo y 2 a 0 disputado el 22 de diciembre de 1996 en el Estadio Olímpico Atahualpa.
Emelec clasificó subcampeón nacional de fútbol por séptima vez en 1996 y clasificó a la Copa Libertadores 1997 disputando el último partido del equipo millonario en la temporada de 1996 contra El Nacional el resultado fue la derrota del equipo millonario sobre el equipo militar por 4 a 1 en el marcador global luego de perder 2 a 1 disputado el 15 de diciembre de 1996 en el Estadio Modelo y 2 a 0 disputado el 22 de diciembre de 1996 en el Estadio Olímpico Atahualpa.
Barcelona ocupó en tercer lugar del Sextangular final del Campeonato Nacional de 1996 y tercer lugar de la Tabla general acumulada del Campeonato Nacional de 1996 y clasificó a la Pre-Conmebol 1997 disputando el último partido del equipo torero en la temporada de 1996 contra Olmedo el resultado fue la victoria del equipo torero sobre el equipo riobambeño por 2 a 0 disputado el 8 de diciembre de 1996 en el Estadio Olímpico de Riobamba.
Deportivo Quito ocupó en cuarto lugar del Sextangular final del Campeonato Nacional de 1996 y cuarto lugar de la Tabla general acumulada del Campeonato Nacional de 1996 disputando el último partido del equipo chulla en la temporada de 1996 contra Deportivo Cuenca el resultado fue la victoria del equipo chulla sobre el equipo morlaco por 3 a 0 disputado el 8 de diciembre de 1996 en el Estadio Olímpico Atahualpa.
Deportivo Cuenca ocupó en quinto lugar del Sextangular final del Campeonato Nacional de 1996 y quinto lugar de la Tabla general acumulada del Campeonato Nacional de 1996 disputando el último partido del equipo morlaco en la temporada de Campeonato Nacional de 1996 contra Emelec el resultado fue la derrota del equipo morlaco sobre el equipo chulla por 3 a 0 disputado el 8 de diciembre de 1996 en el Estadio Olímpico Atahualpa.
Espoli ocupó en segundo lugar del Sextangular del No Descenso del Campeonato Nacional de 1996 y sexto lugar de la Tabla general acumulada del Campeonato Nacional de 1996 disputando el último partido del equipo policial en la temporada de 1996 contra Aucas el resultado fue la derrota del equipo policial sobre el equipo oriental por 4 a 1 disputado el 8 de diciembre de 1996 en el Estadio Chillogallo.
Olmedo ocupó en sexto lugar del Sextangular final del Campeonato Nacional de 1996 y séptimo lugar de la Tabla general acumulada del Campeonato Nacional de 1996 disputando el último partido del equipo riobambeño en la temporada de 1996 contra Barcelona el resultado fue la derrota del equipo riobambeño sobre el equipo torero por 2 a 0 disputado el 8 de diciembre de 1996 en el Estadio Olímpico de Riobamba.
Técnico Universitario ocupó en primer lugar del Sextangular del No Descenso del Campeonato Nacional de 1996 y octavo lugar de la Tabla general acumulada del Campeonato Nacional de 1996 y clasificó a la Copa Conmebol 1997 disputando el último partido del equipo ambateño en la temporada de 1996 contra Green Cross el resultado fue la victoria del equipo ambateño sobre el equipo verdolaga por 2 a 1 llevando el cuadro verdolaga al último descenso a la Serie B de la temporada 1997 sin volverla a recuperar jamás durante la despedida del cuadro verdolaga en la serie de privilegio luego de 6 temporadas consecutivas en la serie de privilegio, 6 años consecutivos y 5 años en general disputado el 8 de diciembre de 1996 en el Estadio Jocay de Manta.
Liga Deportiva Universitaria ocupó en cuarto lugar del Sextangular del No Descenso del Campeonato Nacional de 1996 y noveno lugar de la Tabla general acumulada del Campeonato Nacional de 1996 disputando el último partido del equipo albo en la temporada de 1996 contra Liga de Portoviejo (su tocayo manaba, otra Liga) en el Segundo Clásico Universitario Ecuatoriano (otro Clásico Universitario Ecuatoriano) el resultado fue la victoria del equipo albo sobre el equipo portovejense por 6 a 0 llevando el cuadro portovejense al descenso a la Serie B de la temporada 1997 disputado el 8 de diciembre de 1996 en el Estadio Olímpico Atahualpa (su último partido de Liga como local en el Coloso de El Batán casi 3 meses antes de trasladar al nuevo Estadio Rodrigo Paz Delgado inaugurado el 6 de marzo de 1997).
Aucas ocupó en tercer lugar del Sextangular del No Descenso del Campeonato Nacional de 1996 y décimo lugar de la Tabla general acumulada del Campeonato Nacional de 1996 disputando el último partido del equipo oriental en la temporada de 1996 contra Espoli el resultado fue la victoria del equipo oriental sobre el equipo policial por 4 a 1 disputado el 8 de diciembre de 1996 en el Estadio Chillogallo.
Deportivo Quevedo había abandonado la Serie A para descender a la Serie B al reingresar a la misma categoría disputando el último partido del equipo quevedeño en la temporada de 1988 contra Juventus de Esmeraldas el resultado fue el empate de los dos equipos 0 a 0 llevando el cuadro quevedeño al descenso y reingreso a la Serie B de la temporada 1989 disputado el 1 de octubre de 1988 en el Estadio Folke Anderson de Esmeraldas hace casi 9 años atrás, ahora retornó a la Serie A después de 9 años en reemplazo del descendido Green Cross.
Calvi había abandonado la Serie B para ascender a la Serie A por primera vez en 10 años al ingresar a la misma categoría llevando el cuadro camaronero al ascenso e ingreso a la Serie A de la temporada 1997 a finales de 1996, ahora debutó y estrenó en la Serie A por primera vez en su historia contando con la participación de un debutante del equipo camaronero haciendo acto de presencia en un supuesto acto de presencia lista para actuar naturalmente en la división mayor tras su respectivo ascenso que otorgó al cuadro camaronero el segundo equipo ascendido a la división mayor del fútbol nacional como segunda en la Serie B de 1996 por detrás del Deportivo Quevedo como primera en el mismo torneo en reemplazo del descendido Liga de Portoviejo.

## Sistema de juego
En 1997 se invirtió el orden de disputa de las etapas. Si el año anterior se jugó una primera de sistema de todos contra todos y luego por grupos; esta vez, la primera etapa fue una disputa de grupos, divididos en 2 series. Los ganadores de cada una bonificaron con 1 punto a la Hexagonal final. La segunda etapa fue de 22 encuentros, los 2 equipos mejor ubicados puntuaron para la etapa final con 2 y 1 punto, respectivamente.
La tabla general del campeonato sumó la actuación de cada equipo en la primera y segunda etapas: los 6 mejores al hexagonal por el título; los 4 peores al cuadrangular del no descenso (2 de ellos bajaron a la Serie B); el séptimo y octavo de la tabla acumulada, a vacacionar sin paga.
Luego de la disputa de los 10 encuentros por cada equipo, en el hexagonal, se quedó con el cetro lógicamente, el primer, pero en esta oportunidad, el gol de diferencia podía determinar el campeón, o en defecto, a igualdad de puntos y gol de diferencia, ganaba el que había anotado mayor cantidad de goles en el hexagonal final.

## Relevo anual de clubes
| Pos. | de la Serie A      |
| ---- | ------------------ |
| 11º  | Green Cross        |
| 12º  | Liga de Portoviejo |

| Pos. | de la Serie B     |
| ---- | ----------------- |
| 1º   | Deportivo Quevedo |
| 2º   | Calvi             |

## Equipos participantes

### Datos de los clubes
Tomaron parte en las competición 12 equipos, entre ellos el debutante: el Calvi Fútbol Club. También se destaca el retorno del histórico Club Social Cultural y Deportivo Quevedo, tras 9 años ausente de la categoría.
| Equipo                | Ciudad | Provincia                           | Estadio                                                         | Capacidad                   |
| --------------------- | --- | ----------------------------------- | --------------------------------------------------------------- | --------------------------- |
| Aucas                 | Quito [[Archivo:\|class=notpageimage noviewer\|20x20px\|border\|Bandera de Ibarra]] Ibarra | Pichincha · Imbabura                | Chillogallo Olímpico (Ibarra)                                   | 18.799 17.260               |
| Barcelona             | Guayaquil | Guayas                              | Monumental Isidro Romero Carbo                                  | 57.267                      |
| Calvi                 | Guayaquil Milagro [[Archivo:\|class=notpageimage noviewer\|20x20px\|border\|Bandera de Babahoyo]] Babahoyo Machala                                                                                            | Guayas · Guayas · Los Ríos · El Oro | Modelo Alberto Spencer Los Chirijos Rafael Vera Yépez 9 de Mayo | 48.780 15.000 11.000 16.456 |
| Deportivo Cuenca      | Cuenca | Azuay                               | Alejandro Serrano Aguilar                                       | 20.502                      |
| Deportivo Quevedo     | Quevedo [[Archivo:\|class=notpageimage noviewer\|20x20px\|border\|Bandera de Babahoyo]] Babahoyo [[Archivo:\|class=notpageimage noviewer\|20x20px\|border\|Bandera de Santo Domingo (Ecuador)]] Santo Domingo | Los Ríos · Los Ríos · Pichincha     | 7 de Octubre Rafael Vera Yépez Olímpico Tsáchila                | 15.200 11.000 10.172        |
| Deportivo Quito       | Quito | Pichincha                           | Olímpico Atahualpa                                              | 35.258                      |
| El Nacional           | Quito | Pichincha                           | Olímpico Atahualpa Casa Blanca                                  | 35.258 41.575               |
| Emelec                | Guayaquil | Guayas                              | George Capwell Modelo Alberto Spencer                           | 21.388 48.780               |
| Espoli                | Quito | Pichincha                           | Olímpico Atahualpa                                              | 35.258                      |
| Liga de Quito         | Quito | Pichincha                           | Casa Blanca                                                     | 41.575                      |
| Olmedo                | Riobamba | Chimborazo                          | Olímpico (Riobamba)                                             | 14.400                      |
| Técnico Universitario | Ambato | Tungurahua                          | Bellavista                                                      | 16.467                      |

### Equipos por provincias
| Provincia  | N.º | Equipos                                                          |
| ---------- | --- | ---------------------------------------------------------------- |
| Pichincha  | 5   | - Aucas - Deportivo Quito - El Nacional - Espoli - Liga de Quito |
| Guayas     | 3   | - Barcelona - Emelec - Calvi                                     |
| Azuay      | 1   | - Deportivo Cuenca                                               |
| Chimborazo | 1   | - Olmedo                                                         |
| Los Ríos   | 1   | - Deportivo Quevedo                                              |
| Tungurahua | 1   | - Técnico Universitario                                          |

| Barcelona Emelec Calvi Deportivo Quevedo Liga de Quito Espoli El Nacional Deportivo Quito Aucas Deportivo Cuenca Olmedo Técnico Universitario |

## Torneo Apertura

### Partidos y resultados
| Fecha 1 - 8-9 de marzo y 16 de abril de 1997 | Fecha 1 - 8-9 de marzo y 16 de abril de 1997 | Fecha 1 - 8-9 de marzo y 16 de abril de 1997 |
| Equipo Local                                 | Resultado                                    | Equipo Visitante                             |
| -------------------------------------------- | -------------------------------------------- | -------------------------------------------- |
| Barcelona                                    | 0 - 0                                        | Técnico Universitario                        |
| Aucas                                        | 2 - 1                                        | El Nacional                                  |
| Deportivo Cuenca                             | 1 - 0                                        | Calvi                                        |
| Deportivo Quito                              | 3 - 0                                        | Deportivo Quevedo                            |
| Olmedo                                       | 2 - 0                                        | Espoli                                       |
| Liga de Quito                                | 4 - 1                                        | Emelec                                       |

| Fecha 2 - 15 y 16 de marzo de 1997 | Fecha 2 - 15 y 16 de marzo de 1997 | Fecha 2 - 15 y 16 de marzo de 1997 |
| Equipo Local                       | Resultado                          | Equipo Visitante                   |
| ---------------------------------- | ---------------------------------- | ---------------------------------- |
| El Nacional                        | 1 - 1                              | Deportivo Cuenca                   |
| Técnico Universitario              | 2 - 1                              | Aucas                              |
| Calvi                              | 1 - 5                              | Barcelona                          |
| Espoli                             | 1 - 1                              | Liga de Quito                      |
| Olmedo                             | 1 - 0                              | Deportivo Quevedo                  |
| Emelec                             | 1 - 0                              | Deportivo Quito                    |

| Fecha 3 - 22-23 de marzo y 16 de abril de 1997 | Fecha 3 - 22-23 de marzo y 16 de abril de 1997 | Fecha 3 - 22-23 de marzo y 16 de abril de 1997 |
| Equipo Local                                   | Resultado                                      | Equipo Visitante                               |
| ---------------------------------------------- | ---------------------------------------------- | ---------------------------------------------- |
| Aucas                                          | 2 - 1                                          | Barcelona                                      |
| Deportivo Cuenca                               | 0 - 0                                          | Técnico Universitario                          |
| Calvi                                          | 1 - 2                                          | El Nacional                                    |
| Liga de Quito                                  | 1 - 1                                          | Deportivo Quito                                |
| Espoli                                         | 1 - 1                                          | Deportivo Quevedo                              |
| Olmedo                                         | 1 - 1                                          | Emelec                                         |

| Fecha 4 - 5-6 de abril y 15 de mayo de 1997 | Fecha 4 - 5-6 de abril y 15 de mayo de 1997 | Fecha 4 - 5-6 de abril y 15 de mayo de 1997 |
| Equipo Local                                | Resultado                                   | Equipo Visitante                            |
| ------------------------------------------- | ------------------------------------------- | ------------------------------------------- |
| Barcelona                                   | 3 - 0                                       | Deportivo Cuenca                            |
| Aucas                                       | 4 - 0                                       | Calvi                                       |
| Técnico Universitario                       | 2 - 3                                       | El Nacional                                 |
| Deportivo Quito                             | 0 - 1                                       | Olmedo                                      |
| Deportivo Quevedo                           | 2 - 4                                       | Liga de Quito                               |
| Emelec                                      | 2 - 0                                       | Espoli                                      |

| Fecha 5 - 12 y 13 de abril de 1997 | Fecha 5 - 12 y 13 de abril de 1997 | Fecha 5 - 12 y 13 de abril de 1997 |
| Equipo Local                       | Resultado                          | Equipo Visitante                   |
| ---------------------------------- | ---------------------------------- | ---------------------------------- |
| Deportivo Cuenca                   | 1 - 0                              | Aucas                              |
| Calvi                              | 2 - 2                              | Técnico Universitario              |
| El Nacional                        | 1 - 1                              | Barcelona                          |
| Espoli                             | 2 - 2                              | Deportivo Quito                    |
| Olmedo                             | 1 - 1                              | Liga de Quito                      |
| Emelec                             | 1 - 1                              | Deportivo Quevedo                  |

| Fecha 6 - 19 y 20 de abril de 1997 | Fecha 6 - 19 y 20 de abril de 1997 | Fecha 6 - 19 y 20 de abril de 1997 |
| Equipo Local                       | Resultado                          | Equipo Visitante                   |
| ---------------------------------- | ---------------------------------- | ---------------------------------- |
| Barcelona                          | 1 - 0                              | El Nacional                        |
| Aucas                              | 3 - 2                              | Deportivo Cuenca                   |
| Técnico Universitario              | 4 - 2                              | Calvi                              |
| Liga de Quito                      | 2 - 0                              | Olmedo                             |
| Deportivo Quito                    | 0 - 1                              | Espoli                             |
| Deportivo Quevedo                  | 1 - 1                              | Emelec                             |

| Fecha 7 - 3 y 4 de mayo de 1997 | Fecha 7 - 3 y 4 de mayo de 1997 | Fecha 7 - 3 y 4 de mayo de 1997 |
| Equipo Local                    | Resultado                       | Equipo Visitante                |
| ------------------------------- | ------------------------------- | ------------------------------- |
| Deportivo Cuenca                | 2 - 1                           | Barcelona                       |
| Calvi                           | 0 - 1                           | Aucas                           |
| El Nacional                     | 4 - 1                           | Técnico Universitario           |
| Espoli                          | 2 - 1                           | Emelec                          |
| Olmedo                          | 1 - 0                           | Deportivo Quito                 |
| Liga de Quito                   | 5 - 0                           | Deportivo Quevedo               |

| Fecha 8 - 10 y 11 de mayo de 1997 | Fecha 8 - 10 y 11 de mayo de 1997 | Fecha 8 - 10 y 11 de mayo de 1997 |
| Equipo Local                      | Resultado                         | Equipo Visitante                  |
| --------------------------------- | --------------------------------- | --------------------------------- |
| El Nacional                       | 5 - 0                             | Calvi                             |
| Barcelona                         | 2 - 1                             | Aucas                             |
| Técnico Universitario             | 1 - 1                             | Deportivo Cuenca                  |
| Emelec                            | 3 - 0                             | Olmedo                            |
| Deportivo Quevedo                 | 0 - 0                             | Espoli                            |
| Deportivo Quito                   | 1 - 2                             | Liga de Quito                     |

| Fecha 9 - 17 y 18 de mayo de 1997 | Fecha 9 - 17 y 18 de mayo de 1997 | Fecha 9 - 17 y 18 de mayo de 1997 |
| Equipo Local                      | Resultado                         | Equipo Visitante                  |
| --------------------------------- | --------------------------------- | --------------------------------- |
| Aucas                             | 2 - 0                             | Técnico Universitario             |
| Barcelona                         | 2 - 1                             | Calvi                             |
| Deportivo Cuenca                  | 2 - 2                             | El Nacional                       |
| Liga de Quito                     | 3 - 1                             | Espoli                            |
| Deportivo Quito                   | 2 - 7                             | Emelec                            |
| Deportivo Quevedo                 | 0 - 1                             | Olmedo                            |

| Fecha 10 - 24 de mayo de 1997 | Fecha 10 - 24 de mayo de 1997 | Fecha 10 - 24 de mayo de 1997 |
| Equipo Local                  | Resultado                     | Equipo Visitante              |
| ----------------------------- | ----------------------------- | ----------------------------- |
| El Nacional                   | 2 - 0                         | Aucas                         |
| Técnico Universitario         | 0 - 1                         | Barcelona                     |
| Calvi                         | 2 - 3                         | Deportivo Cuenca              |
| Emelec                        | 2 - 0                         | Liga de Quito                 |
| Espoli                        | 1 - 3                         | Olmedo                        |
| Deportivo Quevedo             | 1 - 1                         | Deportivo Quito               |

### Tabla de posiciones
Grupo A
|  |  |    | Equipo                | PJ | PG | PE | PP | GF | GC | DG  | PTS | PB |
|  |  | -- | --------------------- | -- | -- | -- | -- | -- | -- | --- | --- | -- |
|  |  | 1. | Barcelona             | 10 | 6  | 2  | 2  | 17 | 8  | +9  | 20  | 1  |
|  |  | 2. | El Nacional           | 10 | 5  | 3  | 2  | 21 | 11 | +10 | 18  |    |
|  |  | 3. | Aucas                 | 10 | 6  | 0  | 4  | 16 | 11 | +5  | 18  |    |
|  |  | 4. | Deportivo Cuenca      | 10 | 4  | 4  | 2  | 13 | 13 | 0   | 16  |    |
|  |  | 5. | Técnico Universitario | 10 | 2  | 4  | 4  | 12 | 16 | -4  | 10  |    |
|  |  | 6. | Calvi                 | 10 | 0  | 1  | 9  | 9  | 29 | -20 | 1   |    |

PJ = Partidos jugados; PG = Partidos ganados; PE = Partidos empatados; PP = Partidos perdidos; GF = Goles a favor; GC = Goles en contra; DG = Diferencia de gol; PTS = Puntos; PB = Puntos de bonificación
Grupo B
|  |  |    | Equipo            | PJ | PG | PE | PP | GF | GC | DG  | PTS | PB |
|  |  | -- | ----------------- | -- | -- | -- | -- | -- | -- | --- | --- | -- |
|  |  | 1. | Liga de Quito     | 10 | 6  | 3  | 1  | 23 | 10 | +13 | 21  | 1  |
|  |  | 2. | Olmedo            | 10 | 6  | 2  | 2  | 11 | 8  | +3  | 20  |    |
|  |  | 3. | Emelec            | 10 | 5  | 3  | 2  | 20 | 11 | +9  | 18  |    |
|  |  | 4. | Espoli            | 10 | 2  | 4  | 4  | 9  | 15 | -6  | 10  |    |
|  |  | 5. | Deportivo Quito   | 10 | 1  | 3  | 6  | 10 | 17 | -7  | 6   |    |
|  |  | 6. | Deportivo Quevedo | 10 | 0  | 5  | 5  | 6  | 18 | -12 | 5   |    |

PJ = Partidos jugados; PG = Partidos ganados; PE = Partidos empatados; PP = Partidos perdidos; GF = Goles a favor; GC = Goles en contra; DG = Diferencia de gol; PTS = Puntos; PB = Puntos de bonificación
|  | Obtienieron 1 punto de bonificación para el Hexagonal final. |

#### Evolución de la clasificación
Grupo A
Grupo B

## Torneo Finalización

### Partidos y resultados
| Fecha 1 - 11-13 de julio de 1997 | Fecha 1 - 11-13 de julio de 1997 | Fecha 1 - 11-13 de julio de 1997 |
| Equipo Local                     | Resultado                        | Equipo Visitante                 |
| -------------------------------- | -------------------------------- | -------------------------------- |
| Barcelona                        | 2 - 0                            | Deportivo Quevedo                |
| Espoli                           | 4 - 1                            | Calvi                            |
| Liga de Quito                    | 3 - 1                            | Aucas                            |
| Deportivo Quito                  | 2 - 2                            | El Nacional                      |
| Deportivo Cuenca                 | 2 - 1                            | Emelec                           |
| Técnico Universitario            | 1 - 0                            | Olmedo                           |

| Fecha 2 - 24 de julio de 1997 | Fecha 2 - 24 de julio de 1997 | Fecha 2 - 24 de julio de 1997 |
| Equipo Local                  | Resultado                     | Equipo Visitante              |
| ----------------------------- | ----------------------------- | ----------------------------- |
| Aucas                         | 0 - 1                         | Barcelona                     |
| El Nacional                   | 1 - 1                         | Liga de Quito                 |
| Emelec                        | 3 - 0                         | Espoli                        |
| Calvi                         | 0 - 1                         | Deportivo Quito               |
| Deportivo Quevedo             | 0 - 1                         | Olmedo                        |
| Técnico Universitario         | 1 - 1                         | Deportivo Cuenca              |

| Fecha 3 - 26 y 27 de julio de 1997 | Fecha 3 - 26 y 27 de julio de 1997 | Fecha 3 - 26 y 27 de julio de 1997 |
| Equipo Local                       | Resultado                          | Equipo Visitante                   |
| ---------------------------------- | ---------------------------------- | ---------------------------------- |
| Liga de Quito                      | 2 - 0                              | Calvi                              |
| Olmedo                             | 1 - 3                              | Aucas                              |
| Deportivo Quito                    | 3 - 0                              | Emelec                             |
| Espoli                             | 6 - 1                              | Deportivo Quevedo                  |
| Deportivo Cuenca                   | 3 - 1                              | El Nacional                        |
| Barcelona                          | 2 - 0                              | Técnico Universitario              |

| Fecha 4 - 3 de agosto de 1997 | Fecha 4 - 3 de agosto de 1997 | Fecha 4 - 3 de agosto de 1997 |
| Equipo Local                  | Resultado                     | Equipo Visitante              |
| ----------------------------- | ----------------------------- | ----------------------------- |
| Aucas                         | 3 - 0                         | Deportivo Cuenca              |
| El Nacional                   | 4 - 1                         | Espoli                        |
| Emelec                        | 1 - 1                         | Barcelona                     |
| Calvi                         | 1 - 0                         | Olmedo                        |
| Deportivo Quevedo             | 0 - 2                         | Liga de Quito                 |
| Técnico Universitario         | 1 - 1                         | Deportivo Quito               |

| Fecha 5 - 8-10 de agosto de 1997 | Fecha 5 - 8-10 de agosto de 1997 | Fecha 5 - 8-10 de agosto de 1997 |
| Equipo Local                     | Resultado                        | Equipo Visitante                 |
| -------------------------------- | -------------------------------- | -------------------------------- |
| Liga de Quito                    | 2 - 1                            | Técnico Universitario            |
| Deportivo Cuenca                 | 4 - 1                            | Olmedo                           |
| El Nacional                      | 0 - 1                            | Aucas                            |
| Deportivo Quito                  | 4 - 1                            | Espoli                           |
| Calvi                            | 3 - 3                            | Barcelona                        |
| Emelec                           | 3 - 2                            | Deportivo Quevedo                |

| Fecha 6 - 22-24 de agosto de 1997 | Fecha 6 - 22-24 de agosto de 1997 | Fecha 6 - 22-24 de agosto de 1997 |
| Equipo Local                      | Resultado                         | Equipo Visitante                  |
| --------------------------------- | --------------------------------- | --------------------------------- |
| Calvi                             | 1 - 1                             | Emelec                            |
| Espoli                            | 2 - 0                             | Barcelona                         |
| Aucas                             | 1 - 2                             | Deportivo Quito                   |
| Olmedo                            | 0 - 2                             | Liga de Quito                     |
| Técnico Universitario             | 2 - 0                             | El Nacional                       |
| Deportivo Quevedo                 | 0 - 0                             | Deportivo Cuenca                  |

| Fecha 7 - 29-31 de agosto de 1997 | Fecha 7 - 29-31 de agosto de 1997 | Fecha 7 - 29-31 de agosto de 1997 |
| Equipo Local                      | Resultado                         | Equipo Visitante                  |
| --------------------------------- | --------------------------------- | --------------------------------- |
| Deportivo Cuenca                  | 1 - 0                             | Espoli                            |
| Liga de Quito                     | 1 - 1                             | Emelec                            |
| Aucas                             | 1 - 0                             | Calvi                             |
| El Nacional                       | 3 - 0                             | Olmedo                            |
| Técnico Universitario             | 5 - 0                             | Deportivo Quevedo                 |
| Barcelona                         | 0 - 0                             | Deportivo Quito                   |

| Fecha 8 - 5-7 de septiembre de 1997 | Fecha 8 - 5-7 de septiembre de 1997 | Fecha 8 - 5-7 de septiembre de 1997 |
| Equipo Local                        | Resultado                           | Equipo Visitante                    |
| ----------------------------------- | ----------------------------------- | ----------------------------------- |
| Calvi                               | 4 - 0                               | Deportivo Cuenca                    |
| Emelec                              | 1 - 0                               | El Nacional                         |
| Deportivo Quito                     | 1 - 1                               | Liga de Quito                       |
| Espoli                              | 1 - 1                               | Técnico Universitario               |
| Olmedo                              | 1 - 2                               | Barcelona                           |
| Deportivo Quevedo                   | 0 - 2                               | Aucas                               |

| Fecha 9 - 12-14 de septiembre de 1997 | Fecha 9 - 12-14 de septiembre de 1997 | Fecha 9 - 12-14 de septiembre de 1997 |
| Equipo Local                          | Resultado                             | Equipo Visitante                      |
| ------------------------------------- | ------------------------------------- | ------------------------------------- |
| Liga de Quito                         | 4 - 0                                 | Espoli                                |
| Deportivo Quito                       | 5 - 0                                 | Deportivo Quevedo                     |
| Aucas                                 | 1 - 1                                 | Técnico Universitario                 |
| Olmedo                                | 3 - 1                                 | Emelec                                |
| Barcelona                             | 3 - 0                                 | Deportivo Cuenca                      |
| Calvi                                 | 2 - 1                                 | El Nacional                           |

| Fecha 10 - 18 de septiembre de 1997 | Fecha 10 - 18 de septiembre de 1997 | Fecha 10 - 18 de septiembre de 1997 |
| Equipo Local                        | Resultado                           | Equipo Visitante                    |
| ----------------------------------- | ----------------------------------- | ----------------------------------- |
| Emelec                              | 2 - 0                               | Técnico Universitario               |
| Aucas                               | 1 - 0                               | Espoli                              |
| El Nacional                         | 0 - 0                               | Barcelona                           |
| Deportivo Quito                     | 3 - 0                               | Olmedo                              |
| Deportivo Cuenca                    | 0 - 0                               | Liga de Quito                       |
| Deportivo Quevedo                   | 0 - 4                               | Calvi                               |

| Fecha 11 - 21 de septiembre de 1997 | Fecha 11 - 21 de septiembre de 1997 | Fecha 11 - 21 de septiembre de 1997 |
| Equipo Local                        | Resultado                           | Equipo Visitante                    |
| ----------------------------------- | ----------------------------------- | ----------------------------------- |
| Liga de Quito                       | 2 - 0                               | Deportivo Cuenca                    |
| Espoli                              | 2 - 1                               | Aucas                               |
| Calvi                               | 1 - 0                               | Deportivo Quevedo                   |
| Barcelona                           | 4 - 1                               | El Nacional                         |
| Técnico Universitario               | 0 - 2                               | Emelec                              |
| Olmedo                              | 1 - 1                               | Deportivo Quito                     |

| Fecha 12 - 24 de septiembre de 1997 | Fecha 12 - 24 de septiembre de 1997 | Fecha 12 - 24 de septiembre de 1997 |
| Equipo Local                        | Resultado                           | Equipo Visitante                    |
| ----------------------------------- | ----------------------------------- | ----------------------------------- |
| Barcelona                           | 2 - 1                               | Liga de Quito                       |
| Espoli                              | 1 - 1                               | Olmedo                              |
| El Nacional                         | 6 - 0                               | Deportivo Quevedo                   |
| Deportivo Cuenca                    | 2 - 0                               | Deportivo Quito                     |
| Técnico Universitario               | 1 - 1                               | Calvi                               |
| Aucas                               | 1 - 2                               | Emelec                              |

| Fecha 13 - 28 de septiembre de 1997 | Fecha 13 - 28 de septiembre de 1997 | Fecha 13 - 28 de septiembre de 1997 |
| Equipo Local                        | Resultado                           | Equipo Visitante                    |
| ----------------------------------- | ----------------------------------- | ----------------------------------- |
| Técnico Universitario               | 3 - 1                               | Aucas                               |
| El Nacional                         | 2 - 1                               | Calvi                               |
| Espoli                              | 2 - 2                               | Liga de Quito                       |
| Deportivo Cuenca                    | 3 - 1                               | Barcelona                           |
| Deportivo Quevedo                   | 0 - 0                               | Deportivo Quito                     |
| Emelec                              | 6 - 1                               | Olmedo                              |

| Fecha 14 - 5 de octubre de 1997 | Fecha 14 - 5 de octubre de 1997 | Fecha 14 - 5 de octubre de 1997 |
| Equipo Local                    | Resultado                       | Equipo Visitante                |
| ------------------------------- | ------------------------------- | ------------------------------- |
| Espoli                          | 3 - 3                           | Olmedo                          |
| Calvi                           | 1 - 2                           | Técnico Universitario           |
| Liga de Quito                   | 2 - 0                           | Barcelona                       |
| Deportivo Quito                 | 2 - 1                           | Deportivo Cuenca                |
| Deportivo Quevedo               | 0 - 1                           | El Nacional                     |
| Emelec                          | 3 - 1                           | Aucas                           |

| Fecha 15 - 19 de octubre de 1997 | Fecha 15 - 19 de octubre de 1997 | Fecha 15 - 19 de octubre de 1997 |
| Equipo Local                     | Resultado                        | Equipo Visitante                 |
| -------------------------------- | -------------------------------- | -------------------------------- |
| Liga de Quito                    | 1 - 1                            | Deportivo Quito                  |
| Barcelona                        | 3 - 0                            | Olmedo                           |
| El Nacional                      | 4 - 1                            | Emelec                           |
| Técnico Universitario            | 2 - 0                            | Espoli                           |
| Aucas                            | 1 - 1                            | Deportivo Quevedo                |
| Deportivo Cuenca                 | 4 - 2                            | Calvi                            |

| Fecha 16 - 22 de octubre de 1997 | Fecha 16 - 22 de octubre de 1997 | Fecha 16 - 22 de octubre de 1997 |
| Equipo Local                     | Resultado                        | Equipo Visitante                 |
| -------------------------------- | -------------------------------- | -------------------------------- |
| Emelec                           | 1 - 0                            | Liga de Quito                    |
| Calvi                            | 4 - 1                            | Aucas                            |
| Olmedo                           | 1 - 1                            | El Nacional                      |
| Deportivo Quito                  | 1 - 1                            | Barcelona                        |
| Espoli                           | 3 - 1                            | Deportivo Cuenca                 |
| Deportivo Quevedo                | 0 - 1                            | Técnico Universitario            |

| Fecha 17 - 26 de octubre de 1997 | Fecha 17 - 26 de octubre de 1997 | Fecha 17 - 26 de octubre de 1997 |
| Equipo Local                     | Resultado                        | Equipo Visitante                 |
| -------------------------------- | -------------------------------- | -------------------------------- |
| Liga de Quito                    | 4 - 1                            | Olmedo                           |
| Deportivo Quito                  | 0 - 0                            | Aucas                            |
| El Nacional                      | 3 - 0                            | Técnico Universitario            |
| Barcelona                        | 2 - 0                            | Espoli                           |
| Deportivo Cuenca                 | 2 - 0                            | Deportivo Quevedo                |
| Emelec                           | 3 - 2                            | Calvi                            |

| Fecha 18 - 29 de octubre de 1997 | Fecha 18 - 29 de octubre de 1997 | Fecha 18 - 29 de octubre de 1997 |
| Equipo Local                     | Resultado                        | Equipo Visitante                 |
| -------------------------------- | -------------------------------- | -------------------------------- |
| Espoli                           | 0 - 2                            | Deportivo Quito                  |
| Barcelona                        | 4 - 1                            | Calvi                            |
| Deportivo Quevedo                | 2 - 4                            | Emelec                           |
| El Nacional                      | 0 - 2                            | Aucas                            |
| Técnico Universitario            | 1 - 2                            | Liga de Quito                    |
| Olmedo                           | 2 - 2                            | Deportivo Cuenca                 |

| Fecha 19 - 1 de noviembre de 1997 | Fecha 19 - 1 de noviembre de 1997 | Fecha 19 - 1 de noviembre de 1997 |
| Equipo Local                      | Resultado                         | Equipo Visitante                  |
| --------------------------------- | --------------------------------- | --------------------------------- |
| Espoli                            | 2 - 1                             | El Nacional                       |
| Liga de Quito                     | 4 - 1                             | Deportivo Quevedo                 |
| Deportivo Quito                   | 4 - 0                             | Técnico Universitario             |
| Barcelona                         | 3 - 1                             | Emelec                            |
| Olmedo                            | 2 - 1                             | Calvi                             |
| Deportivo Cuenca                  | 2 - 0                             | Aucas                             |

| Fecha 20 - 5 de noviembre de 1997 | Fecha 20 - 5 de noviembre de 1997 | Fecha 20 - 5 de noviembre de 1997 |
| Equipo Local                      | Resultado                         | Equipo Visitante                  |
| --------------------------------- | --------------------------------- | --------------------------------- |
| Calvi                             | 1 - 3                             | Liga de Quito                     |
| Emelec                            | 1 - 0                             | Deportivo Quito                   |
| El Nacional                       | 3 - 1                             | Deportivo Cuenca                  |
| Técnico Universitario             | 1 - 2                             | Barcelona                         |
| Deportivo Quevedo                 | 1 - 4                             | Espoli                            |
| Aucas                             | 3 - 2                             | Olmedo                            |

| Fecha 21 - 9 de noviembre de 1997 | Fecha 21 - 9 de noviembre de 1997 | Fecha 21 - 9 de noviembre de 1997 |
| Equipo Local                      | Resultado                         | Equipo Visitante                  |
| --------------------------------- | --------------------------------- | --------------------------------- |
| Barcelona                         | 5 - 1                             | Aucas                             |
| Espoli                            | 2 - 1                             | Emelec                            |
| Deportivo Quito                   | 4 - 2                             | Calvi                             |
| Liga de Quito                     | 1 - 2                             | El Nacional                       |
| Deportivo Cuenca                  | 0 - 0                             | Técnico Universitario             |
| Olmedo                            | 4 - 0                             | Deportivo Quevedo                 |

| Fecha 22 - 23 de noviembre de 1997 | Fecha 22 - 23 de noviembre de 1997 | Fecha 22 - 23 de noviembre de 1997 |
| Equipo Local                       | Resultado                          | Equipo Visitante                   |
| ---------------------------------- | ---------------------------------- | ---------------------------------- |
| Calvi                              | 2 - 1                              | Espoli                             |
| Emelec                             | 3 - 1                              | Deportivo Cuenca                   |
| Aucas                              | 3 - 0                              | Liga de Quito                      |
| El Nacional                        | 0 - 1                              | Deportivo Quito                    |
| Técnico Universitario              | 2 - 1                              | Olmedo                             |
| Deportivo Quevedo                  | 1 - 4                              | Barcelona                          |

### Tabla de posiciones
|  |  |     | Equipo                | PJ | PG | PE | PP | GF | GC | DG  | PTS | PB |
|  |  | --- | --------------------- | -- | -- | -- | -- | -- | -- | --- | --- | -- |
|  |  | 1.  | Barcelona             | 22 | 14 | 5  | 3  | 45 | 20 | +25 | 47  | 2  |
|  |  | 2.  | Deportivo Quito       | 22 | 11 | 9  | 2  | 38 | 15 | +23 | 42  | 1  |
|  |  | 3.  | Liga de Quito         | 22 | 12 | 6  | 4  | 39 | 19 | +20 | 42  |    |
|  |  | 4.  | Emelec                | 22 | 13 | 3  | 6  | 42 | 30 | +12 | 42  |    |
|  |  | 5.  | Deportivo Cuenca      | 22 | 9  | 5  | 8  | 30 | 32 | -2  | 32  |    |
|  |  | 6.  | El Nacional           | 22 | 9  | 4  | 9  | 35 | 26 | +9  | 31  |    |
|  |  | 7.  | Técnico Universitario | 22 | 8  | 6  | 8  | 26 | 27 | -1  | 30  |    |
|  |  | 8.  | Aucas                 | 22 | 9  | 3  | 10 | 29 | 32 | -3  | 30  |    |
|  |  | 9.  | Espoli                | 22 | 8  | 4  | 10 | 35 | 39 | -4  | 28  |    |
|  |  | 10. | Calvi                 | 22 | 7  | 3  | 12 | 35 | 40 | -5  | 24  |    |
|  |  | 11. | Olmedo                | 22 | 4  | 5  | 13 | 26 | 47 | -21 | 17  |    |
|  |  | 12. | Deportivo Quevedo     | 22 | 0  | 3  | 19 | 9  | 62 | -53 | 3   |    |

PJ = Partidos jugados; PG = Partidos ganados; PE = Partidos empatados; PP = Partidos perdidos; GF = Goles a favor; GC = Goles en contra; DG = Diferencia de gol; PTS = Puntos; PB = Puntos de bonificación
|  | Obtienieron 2 y 1 puntos de bonificación para el Hexagonal final. |

## Tabla acumulada
|  |  |     | Equipo                | PJ | PG | PE | PP | GF | GC | DG  | PTS |
|  |  | --- | --------------------- | -- | -- | -- | -- | -- | -- | --- | --- |
|  |  | 1.  | Barcelona             | 32 | 20 | 7  | 5  | 62 | 28 | +34 | 67  |
|  |  | 2.  | Liga de Quito         | 32 | 18 | 9  | 5  | 62 | 29 | +33 | 63  |
|  |  | 3.  | Emelec                | 32 | 18 | 6  | 8  | 62 | 41 | +21 | 60  |
|  |  | 4.  | El Nacional           | 32 | 14 | 7  | 11 | 56 | 37 | +19 | 49  |
|  |  | 5.  | Deportivo Quito       | 32 | 12 | 12 | 8  | 48 | 32 | +16 | 48  |
|  |  | 6.  | Aucas                 | 32 | 15 | 3  | 14 | 45 | 43 | +2  | 48  |
|  |  | 7.  | Deportivo Cuenca      | 32 | 13 | 9  | 10 | 43 | 45 | -2  | 48  |
|  |  | 8.  | Técnico Universitario | 32 | 10 | 10 | 12 | 38 | 43 | -5  | 40  |
|  |  | 9.  | Espoli                | 32 | 10 | 8  | 14 | 44 | 54 | -10 | 38  |
|  |  | 10. | Olmedo                | 32 | 10 | 7  | 15 | 37 | 55 | -18 | 37  |
|  |  | 11. | Calvi                 | 32 | 7  | 4  | 21 | 44 | 69 | -25 | 25  |
|  |  | 12. | Deportivo Quevedo     | 32 | 0  | 8  | 24 | 15 | 80 | -65 | 8   |

PJ = Partidos jugados; PG = Partidos ganados; PE = Partidos empatados; PP = Partidos perdidos; GF = Goles a favor; GC = Goles en contra; DG = Diferencia de gol; PTS = Puntos
|  | Clasificaron al Hexagonal final.              |
|  | Clasificaron al Cuadrangular del No Descenso. |

## Liguillas

### Cuadrangular del No Descenso

#### Partidos y resultados
| Fecha 1 - 3 de diciembre de 1997 | Fecha 1 - 3 de diciembre de 1997 | Fecha 1 - 3 de diciembre de 1997 |
| Equipo Local                     | Resultado                        | Equipo Visitante                 |
| -------------------------------- | -------------------------------- | -------------------------------- |
| Olmedo                           | 2 - 0                            | Espoli                           |
| Calvi                            | 1 - 1                            | Deportivo Quevedo                |

| Fecha 2 - 7 de diciembre de 1997 | Fecha 2 - 7 de diciembre de 1997 | Fecha 2 - 7 de diciembre de 1997 |
| Equipo Local                     | Resultado                        | Equipo Visitante                 |
| -------------------------------- | -------------------------------- | -------------------------------- |
| Deportivo Quevedo                | 1 - 0                            | Olmedo                           |
| Espoli                           | 1 - 0                            | Calvi                            |

| Fecha 3 - 10 de diciembre de 1997 | Fecha 3 - 10 de diciembre de 1997 | Fecha 3 - 10 de diciembre de 1997 |
| Equipo Local                      | Resultado                         | Equipo Visitante                  |
| --------------------------------- | --------------------------------- | --------------------------------- |
| Calvi                             | 0 - 1                             | Olmedo                            |
| Espoli                            | 3 - 1                             | Deportivo Quevedo                 |

| Fecha 4 - 14 de diciembre de 1997 | Fecha 4 - 14 de diciembre de 1997 | Fecha 4 - 14 de diciembre de 1997 |
| Equipo Local                      | Resultado                         | Equipo Visitante                  |
| --------------------------------- | --------------------------------- | --------------------------------- |
| Deportivo Quevedo                 | 0 - 0                             | Espoli                            |
| Olmedo                            | 5 - 2                             | Calvi                             |

| Fecha 5 - 17 de diciembre de 1997 | Fecha 5 - 17 de diciembre de 1997 | Fecha 5 - 17 de diciembre de 1997 |
| Equipo Local                      | Resultado                         | Equipo Visitante                  |
| --------------------------------- | --------------------------------- | --------------------------------- |
| Olmedo                            | 2 - 0                             | Deportivo Quevedo                 |
| Calvi                             | 0 - 3                             | Espoli                            |

| Fecha 6 - 21 de diciembre de 1997 | Fecha 6 - 21 de diciembre de 1997 | Fecha 6 - 21 de diciembre de 1997 |
| Equipo Local                      | Resultado                         | Equipo Visitante                  |
| --------------------------------- | --------------------------------- | --------------------------------- |
| Deportivo Quevedo                 | s/j                               | Calvi                             |
| Espoli                            | 2 - 2                             | Olmedo                            |

#### Tabla de posiciones
|  |  |    | Equipo            | PJ | PG | PE | PP | GF | GC | DG | PTS |
|  |  | -- | ----------------- | -- | -- | -- | -- | -- | -- | -- | --- |
|  |  | 1. | Olmedo            | 6  | 4  | 1  | 1  | 12 | 5  | +7 | 13  |
|  |  | 2. | Espoli            | 6  | 3  | 2  | 1  | 9  | 5  | +4 | 11  |
|  |  | 3. | Deportivo Quevedo | 5  | 1  | 2  | 2  | 3  | 6  | -3 | 5   |
|  |  | 4. | Calvi             | 5  | 0  | 1  | 4  | 3  | 11 | -8 | 1   |

PJ = Partidos jugados; PG = Partidos ganados; PE = Partidos empatados; PP = Partidos perdidos; GF = Goles a favor; GC = Goles en contra; DG = Diferencia de gol; PTS = Puntos
|  | Descendieron a la Serie B. |

### Hexagonal final

#### Partidos y resultados
| Fecha 1 - 7 de diciembre de 1997 | Fecha 1 - 7 de diciembre de 1997 | Fecha 1 - 7 de diciembre de 1997 |
| Equipo Local                     | Resultado                        | Equipo Visitante                 |
| -------------------------------- | -------------------------------- | -------------------------------- |
| El Nacional                      | 1 - 1                            | Liga de Quito                    |
| Emelec                           | 3 - 0                            | Aucas                            |
| Deportivo Quito                  | 2 - 2                            | Barcelona                        |

| Fecha 2 - 10 de diciembre de 1997 | Fecha 2 - 10 de diciembre de 1997 | Fecha 2 - 10 de diciembre de 1997 |
| Equipo Local                      | Resultado                         | Equipo Visitante                  |
| --------------------------------- | --------------------------------- | --------------------------------- |
| Aucas                             | 0 - 0                             | Deportivo Quito                   |
| Liga de Quito                     | 1 - 1                             | Emelec                            |
| Barcelona                         | 1 - 2                             | El Nacional                       |

| Fecha 3 - 14 de diciembre de 1997 | Fecha 3 - 14 de diciembre de 1997 | Fecha 3 - 14 de diciembre de 1997 |
| Equipo Local                      | Resultado                         | Equipo Visitante                  |
| --------------------------------- | --------------------------------- | --------------------------------- |
| Deportivo Quito                   | 2 - 1                             | El Nacional                       |
| Liga de Quito                     | 0 - 1                             | Aucas                             |
| Emelec                            | 0 - 2                             | Barcelona                         |

| Fecha 4 - 21 de diciembre de 1997 | Fecha 4 - 21 de diciembre de 1997 | Fecha 4 - 21 de diciembre de 1997 |
| Equipo Local                      | Resultado                         | Equipo Visitante                  |
| --------------------------------- | --------------------------------- | --------------------------------- |
| Deportivo Quito                   | 5 - 1                             | Emelec                            |
| Aucas                             | 2 - 2                             | El Nacional                       |
| Barcelona                         | 2 - 2                             | Liga de Quito                     |

| Fecha 5 - 28 y 29 de diciembre de 1997 | Fecha 5 - 28 y 29 de diciembre de 1997 | Fecha 5 - 28 y 29 de diciembre de 1997 |
| Equipo Local                           | Resultado                              | Equipo Visitante                       |
| -------------------------------------- | -------------------------------------- | -------------------------------------- |
| Aucas                                  | 1 - 1                                  | Barcelona                              |
| Liga de Quito                          | 0 - 0                                  | Deportivo Quito                        |
| Emelec                                 | 2 - 1                                  | El Nacional                            |

| Fecha 6 - 3 de enero de 1998 | Fecha 6 - 3 de enero de 1998 | Fecha 6 - 3 de enero de 1998 |
| Equipo Local                 | Resultado                    | Equipo Visitante             |
| ---------------------------- | ---------------------------- | ---------------------------- |
| Deportivo Quito              | 3 - 1                        | Liga de Quito                |
| El Nacional                  | 2 - 1                        | Emelec                       |
| Barcelona                    | 3 - 1                        | Aucas                        |

| Fecha 7 - 10 y 11 de enero de 1998 | Fecha 7 - 10 y 11 de enero de 1998 | Fecha 7 - 10 y 11 de enero de 1998 |
| Equipo Local                       | Resultado                          | Equipo Visitante                   |
| ---------------------------------- | ---------------------------------- | ---------------------------------- |
| El Nacional                        | 4 - 1                              | Aucas                              |
| Liga de Quito                      | 3 - 2                              | Barcelona                          |
| Emelec                             | 1 - 0                              | Deportivo Quito                    |

| Fecha 8 - 18 de enero de 1998 | Fecha 8 - 18 de enero de 1998 | Fecha 8 - 18 de enero de 1998 |
| Equipo Local                  | Resultado                     | Equipo Visitante              |
| ----------------------------- | ----------------------------- | ----------------------------- |
| Barcelona                     | 2 - 2                         | Emelec                        |
| Aucas                         | 1 - 2                         | Liga de Quito                 |
| El Nacional                   | 1 - 2                         | Deportivo Quito               |

| Fecha 9 - 21 de enero de 1998 | Fecha 9 - 21 de enero de 1998 | Fecha 9 - 21 de enero de 1998 |
| Equipo Local                  | Resultado                     | Equipo Visitante              |
| ----------------------------- | ----------------------------- | ----------------------------- |
| El Nacional                   | 2 - 3                         | Barcelona                     |
| Deportivo Quito               | 2 - 0                         | Aucas                         |
| Emelec                        | 5 - 3                         | Liga de Quito                 |

| Fecha 10 - 25 de enero de 1998 | Fecha 10 - 25 de enero de 1998 | Fecha 10 - 25 de enero de 1998 |
| Equipo Local                   | Resultado                      | Equipo Visitante               |
| ------------------------------ | ------------------------------ | ------------------------------ |
| Aucas                          | 2 - 2                          | Emelec                         |
| Liga de Quito                  | 2 - 1                          | El Nacional                    |
| Barcelona (C)                  | 3 - 0                          | Deportivo Quito                |

#### Tabla de posiciones
|      |  |    | Equipo          | PJ | PG | PE | PP | GF | GC | DG  | PTS | PB |
| ---- |  | -- | --------------- | -- | -- | -- | -- | -- | -- | --- | --- | -- |
| (C)  |  | 1. | Barcelona       | 10 | 4  | 4  | 2  | 21 | 15 | +6  | 19  | 3  |
| (SC) |  | 2. | Deportivo Quito | 10 | 5  | 3  | 2  | 16 | 10 | +6  | 19  | 1  |
|      |  | 3. | Emelec          | 10 | 4  | 3  | 3  | 18 | 18 | 0   | 15  |    |
|      |  | 4. | Liga de Quito   | 10 | 3  | 4  | 3  | 15 | 17 | -2  | 14  | 1  |
|      |  | 5. | El Nacional     | 10 | 3  | 2  | 5  | 17 | 17 | 0   | 11  |    |
|      |  | 6. | Aucas           | 10 | 1  | 4  | 5  | 9  | 19 | -10 | 7   |    |

PJ = Partidos jugados; PG = Partidos ganados; PE = Partidos empatados; PP = Partidos perdidos; GF = Goles a favor; GC = Goles en contra; DG = Diferencia de gol; PTS = Puntos; PB = Puntos de bonificación
| (C)  | Campeón, clasificó a la Copa Libertadores 1998.    |
| (SC) | Subcampeón, clasificó a la Copa Libertadores 1998. |
|      | Clasificó a la Copa Conmebol 1998.                 |

#### Campeón
|                                              |
|                                              |
| Campeón Barcelona Sporting Club 13.er título |

## Tabla general acumulada
|  |  |     | Equipo                | PJ | PG | PE | PP | GF | GC | DG  | PTS | PB/PP | Resultado en la que concluyó su participación     |
|  |  | --- | --------------------- | -- | -- | -- | -- | -- | -- | --- | --- | ----- | ------------------------------------------------- |
|  |  | 1.  | Barcelona (C)         | 42 | 24 | 11 | 7  | 83 | 43 | +40 | 83  | 3     | Campeón, clasificó a la Copa Libertadores 1998    |
|  |  | 2.  | Deportivo Quito (SC)  | 42 | 17 | 15 | 10 | 63 | 41 | +22 | 66  | 1     | Subcampeón, clasificó a la Copa Libertadores 1998 |
|  |  | 3.  | Liga de Quito         | 42 | 21 | 13 | 8  | 78 | 47 | +31 | 76  | 1     | Clasificó a la Copa Conmebol 1998                 |
|  |  | 4.  | Emelec                | 42 | 22 | 9  | 11 | 80 | 59 | +21 | 75  |       |                                                   |
|  |  | 5.  | El Nacional           | 42 | 17 | 9  | 16 | 73 | 54 | +19 | 60  |       |                                                   |
|  |  | 6.  | Aucas                 | 42 | 16 | 7  | 19 | 54 | 62 | -8  | 55  |       |                                                   |
|  |  | 7.  | Deportivo Cuenca      | 32 | 13 | 9  | 10 | 43 | 45 | -2  | 48  |       |                                                   |
|  |  | 8.  | Técnico Universitario | 32 | 10 | 10 | 12 | 38 | 43 | -5  | 40  |       |                                                   |
|  |  | 9.  | Olmedo                | 38 | 14 | 8  | 16 | 49 | 60 | -11 | 50  |       |                                                   |
|  |  | 10. | Espoli                | 38 | 13 | 10 | 15 | 53 | 60 | -7  | 49  |       |                                                   |
|  |  | 11. | Calvi (D)             | 37 | 7  | 5  | 25 | 47 | 80 | -33 | 26  |       | Descendieron a la Serie B                         |
|  |  | 12. | Deportivo Quevedo (D) | 37 | 1  | 10 | 26 | 19 | 89 | -67 | 13  |       | Descendieron a la Serie B                         |

PJ = Partidos jugados; PG = Partidos ganados; PE = Partidos empatados; PP = Partidos perdidos; GF = Goles a favor; GC = Goles en contra; DG = Diferencia de gol; PTS = Puntos; PB/PP = Puntos de bonificación/Puntos de Penalización

## Goleadores
| Jugador               | Equipo           | Goles |
| --------------------- | ---------------- | ----- |
| Ariel Graziani        | Emelec           | 24    |
| Víctor Marcelo Soria  | Deportivo Cuenca | 20    |
| Nicolás Asencio       | Barcelona        | 19    |
| Carlos Gruezo         | Espoli           | 18    |
| Carlos Alberto Juárez | Emelec           | 16    |
| Héctor Arias          | Deportivo Quito  | 15    |